# Волинський провулок (Мелітополь)
Волинський провулок — провулок у Мелітополі. Починається від міждворового проїзду, закінчується перехрестям з Запорізьким провулком.

## Назва
Провулок названий на честь Волині.

## Історія
До 1929 року провулок називався провулком Леніна.
17 червня 1929 провулок був перейменований на Волинський.